# JJ
JJ, właśc. Johannes Pietsch (ur. 29 kwietnia 2001 w Wiedniu) – austriacki piosenkarz i autor tekstów. Zwycięzca 69. Konkursu Piosenki Eurowizji (2025).

## Życiorys
Urodził się w Wiedniu w rodzinie o mieszanych korzeniach jego ojciec jest Austriakiem, a matka – Filipinką. W dzieciństwie mieszkał w Dubaju, a w 2016 wrócił z rodziną do Austrii. Studiował śpiew operowy pod okiem sopranistki Lindy Watson na Uniwersytecie Muzyki i Sztuki w Wiedniu. W trakcie studiów występował w Operze Wiedeńskiej, biorąc udział w produkcjach takich jak Die Zauberflöte i Von der Liebe Tod. 

## Kariera
W 2020 wziął udział w dziewiątej edycji brytyjskiego programu typu talent show The Voice, w którym – jako członek drużyny will.i.ama – dotarł do etapu Nokautów. W 2021 dotarł do finałowych odcinków reality show Starmania. 9 marca 2024 był gościem jednego ze spotkań cyklu rozmów „Dialog am Löwensofa” odbywających się w Operze Wiedeńskiej. 
30 stycznia 2025 został ogłoszony przez austriackiego nadawcę Österreichischer Rundfunk (ORF) reprezentantem Austrii w 69. Konkursie Piosenki Eurowizji w Bazylei. 6 marca premierę miał jego konkursowy utwór „Wasted Love”, który napisał z Teodorą Špirić i Thomasem Thurnerem. 17 maja zwyciężył w finale konkursu po zdobyciu 436 punktów, w tym 258 pkt od jury (1. miejsce) i 178 pkt od widzów (4. miejsce). 

## Dyskografia

### Single
| Rok  | Tytuł         | Najwyższe pozycje na listach | Najwyższe pozycje na listach | Najwyższe pozycje na listach | Najwyższe pozycje na listach | Najwyższe pozycje na listach | Najwyższe pozycje na listach | Najwyższe pozycje na listach | Najwyższe pozycje na listach | Najwyższe pozycje na listach | Najwyższe pozycje na listach | Najwyższe pozycje na listach | Najwyższe pozycje na listach | Najwyższe pozycje na listach | Najwyższe pozycje na listach | Najwyższe pozycje na listach | Najwyższe pozycje na listach | Najwyższe pozycje na listach | Najwyższe pozycje na listach | Certyfikat         | Album |
| Rok  | Tytuł         | AUT                          | BEL (Fl)                     | FIN                          | GRE Int.                     | NLD                          | IRE                          | ISL                          | GER                          | LTU                          | LUX                          | LAT                          | NOR                          | POL Stream.                  | POR                          | SWI                          | SWE                          | UK                           | WW                           | Certyfikat         | Album |
| ---- | ------------- | ---------------------------- | ---------------------------- | ---------------------------- | ---------------------------- | ---------------------------- | ---------------------------- | ---------------------------- | ---------------------------- | ---------------------------- | ---------------------------- | ---------------------------- | ---------------------------- | ---------------------------- | ---------------------------- | ---------------------------- | ---------------------------- | ---------------------------- | ---------------------------- | ------------------ | ----- |
| 2025 | „Wasted Love” | 1                            | 28                           | 10                           | 81                           | 36                           | 53                           | 10                           | 13                           | 5                            | 8                            | 6                            | 27                           | 34                           | 77                           | 3                            | 8                            | 53                           | 167                          | - AUT: złota płyta | –     |